# دوریجی
دوریجی (به انگلیسی: Dureji) یک شهرک در پاکستان است که در ناحیه لسبیله واقع شده‌است.